# Wysoka (Wągrowiec)
Pour les articles homonymes, voir Wysoka (homonymie).
Wysoka (prononciation : [vɨˈsɔka], en allemand : Hohenheim) est un village polonais de la gmina de Skoki dans le powiat de Wągrowiec de la voïvodie de Grande-Pologne dans le centre-ouest de la Pologne.
Il se situe à environ 9 kilomètres au sud-est de Skoki (siège de la gmina), 21 kilomètres au sud de Wągrowiec (siège du powiat), et à 33 kilomètres au nord-est de Poznań (capitale de la Grande-Pologne).

## Histoire
De 1975 à 1998, le village faisait partie du territoire de la voïvodie de Poznań.

Depuis 1999, Wysoka est situé dans la voïvodie de Grande-Pologne.